# Banater Bulgaars
Banater Bulgaars (Banater Bulgaars: Palćena balgarsćija jázić, Banátsća balgarsćija jázić; Bulgaars: банатски български език; Duits: Banater Bulgarische Sprache; Hongaars: Bánsági bolgár nyelv; Roemeens: Limba bulgarilor bănăţeni; Servisch: банатски бугарски језик) is een dialect van het Bulgaars. Het wordt gesproken in de regio Banaat van Hongarije, Roemenië en Servië. Banater Bulgaren zijn over het algemeen katholiek.
De Paulicianen vestigden zich rond 1730 in de regio Banaat, vanwege de Turkse machthebbers. De voorouders van de Banater Bulgaren spraken het Rup-dialect. Blasius Hrisztofor Mili, een Kroatische priester, was de eerste schrijver van het Banater Bulgaars. Het Banater Bulgaars gebruikt veel Duitse, Hongaarse en Kroatische woorden. Het is het enige Bulgaarse dialect dat gebruikmaakt van het Latijnse alfabet. De spelling van het Banater Bulgaars werd in 1866 vastgelegd door József Rill: Balgarsku právupisanj.
In 1864 woonden er ongeveer 35.000 mensen in Banaat. In 1880, nadat veel gezinnen terug waren gekeerd naar Bulgarije, was dit teruggevallen tot 18.000. De taal wordt anno 2011 gesproken door 8.000-15.000 mensen.